# 广东黄肉楠
广东黄肉楠（学名：Actinodaphne koshepangii）为樟科黄肉楠属下的一个种。

## 扩展阅读
維基物種上的相關：广东黄肉楠